# Ectodictyonaceae
Famille
Les Ectodictyonaceae sont une famille d'algues de l'embranchement des Bacillariophyta (Diatomées), de la classe des Mediophyceae et de l’ordre des Stephanodiscales.

## Étymologie
Le nom de la famille vient du genre type Ectodictyon, formé du préfixe ecto- (du grec ἐκτός / ektós, « au dehors »), et du suffixe dicty- (du grec δικτυοσ / diktyos, « filet ; réseau »), sans doute en référence aux « aréoles (de cette diatomée) qui forment un réseau continu sur la surface externe des valves  ».

## Description
L’espèce type (holotype) Ectodictyon varians fut décrite comme suit : 

« Le frustule à un diamètre de 18 à 28 µm. L’aréole de 8 à 12 µm, forme des rayons radiaux, dont le bord passe  en tangentiel.
Chez les petits spécimens, le cribrum des aréoles forme un réseau continu sur la surface externe de la valve ; chez les gros spécimens, les aréoles sont situées plus librement dans la partie centrale, le centre de la valve étant souvent non structuré.
Le pli de la ceintures de 2 à 5 µm de haut,  structure partant de la valve avant, a un anneau d'excroissance marginal avec des supports le long de son bord, et des épines inégalement espacées.
Les excroissances marginales et ses supports, sur la surface intérieure du pli, sont situées dans des dépressions profondes à l'extrémité des rayons radiaux et sont représentées par des tubes courts saillants, chacun étant accompagné de quatre paires de fentes ; la surface extérieure du pli s'ouvre par de petits pores arrondis.
Une saillie à deux lèvres (rimoportule), est située sur le pli de la valve, au bout de la rangée radiale d'aréoles.
Sur la face interne du pli, l'excroissance bilabiale a la forme d'un tube aplati, avec une fente orientée tangentiellement ou radialement. »

## Répartition
L’espèce type (holotype) Ectodictyon varians est une diatomée fossile qui fut découverte en Sibérie orientale, dans la dépression de Charskaya, dans des dépôts géologiques de siltite datant de l’étage Pliocène.

## Liste des genres
Selon AlgaeBase (18 août 2022) :
- Ectodictyon Khursevich & Cherniaeva, 1989
  - Espèce type (holotype) Ectodictyon varians Khursevich & Cherniaeva 1989

## Systématique
Le nom correct complet (avec auteur) de ce taxon est Ectodictyonaceae Khursevich (d) & G.P.Cherniaeva (d), 1989.

## Publication originale
- (ru) G.K. Khursevich et G.P. Cherniaeva, « Ectodictyonaceae - новое семейство класса Centrophyceae [The Ectodictyonaceae - a new family of the class Centrophyceae (Bacillariophyta)] », Botanicheskii Zhurnal, 1989, vol. 74, n. 7, p. 1034-1035, 2 pls.